# Green Planet Energy
 (avril 2021).
 (avril 2021).
Green Planet Energy (anciennement "Greenpeace Energy"), est un fournisseur d'électricité et de gaz allemand sous la forme d'une association enregistrée. L'objectif déclaré de la coopérative est de fournir une énergie respectueuse de l'environnement au réseau électrique.

## Histoire

### Fondation Greenpeace Energy
Greenpeace Energy est fondée en 1999, en tant que fournisseur d'électricité. Les domaines de la gestion du réseau et de la facturation de l'énergie sont pris en charge par une société affiliée, Stadtwerke Schwäbisch Hall, comme prestataire de services.
Greenpeace e.V., membre fondateur de l'association, détient cinq parts à 55 € dans la coopérative. Le groupe environnemental et la société sont financièrement et juridiquement indépendants, bien qu'ils partagent le même immeuble de bureaux à Hambourg. L'utilisation de l'ancien nom "Greenpeace Energy" était possible à la condition que "Greenpeace Energy" remplisse les conditions fixées par Greenpeace e.V., critères de qualité pour l'« énergie durable ».

### Green Planet Energy
En 2021, après que l'attention des médias a mis en avant que Greenpeace possède des parts dans une entreprise qui vend du gaz fossile, "Greenpeace Energy" déclare changer de nom pour Green Planet Energy,.

## Critères de Greenpeace pour l'énergie propre
Green Planet Energy travaille sur la base des « critères de Greenpeace pour l'énergie propre ». La détermination de ces critères a été effectuée par Greenpeace e. V., une adaptation aux conditions du marché a eu lieu pour la dernière fois en janvier 2008.

### Gaz fossile
Depuis 2011, sous le nom de Greenpeace Energy, puis à partir de 2021 sous le nom de Green Planet Energy, l'association vend le produit ProWindGas qui était initialement du gaz fossile mais doit contenir une part croissante d'hydrogène généré à partir d'énergie renouvelable. À partir de 2014 de l'hydrogène a été injecté dans le réseau. En 2021, cinq électrolyseurs produisent de l'hydrogène vert pour les clients de Green Planet Energy. Cependant, la part de l'hydrogène continue à osciller autour de 1%, l'augmentation de la production étant compensée par l'augmentation du nombre de clients. La vente d'un produit contenant une majorité de gaz fossile présenté comme « éco-gaz » a été critiquée car jugée trompeuse,, et se rapprocherait d'un  « greenwashing » de gaz russe.
Sur les années 2019, 2020 et 2021 plus de 99% de l'énergie vendue était à base de gaz naturel fossile.
Au premier janvier 2022, la composition du gaz vendu par Green Planet Energy se compose d'1% d'hydrogène, de 20% de biogaz et de 79% de gaz fossile, avec un objectif d'offrir un mélange composé à 100% de biogaz et d'hydrogène d'ici 2027.
L’objectif initial de Green Planet Energy avec son produit gazier était de promouvoir la technologie de l’hydrogène comme un élément indispensable de la transition énergétique et un moyen de faire progresser le couplage sectoriel afin de décarboner les secteurs de l’économie où cela ne peut être réalisé directement avec de l’électricité renouvelable. L'hydrogène vert a été largement reconnu comme hautement pertinent pour une transition énergétique réussie par la Commission européenne La propre alimentation en hydrogène renouvelable de la coopérative a commencé en 2014 et à partir de 2021, cinq électrolyseurs produisent de l'hydrogène vert pour les clients de Green Planet Energy. Deux d'entre eux sont gérés par Green Planet Energy elle-même. Cependant, malgré l'augmentation du volume d'hydrogène injecté, la proportion de gaz éolien dans le mix gazier en 2020 est restée autour d'1 %.

## Communication

### Identité visuelle

Logo de 1998 à 2008
Logo de 2008 à 2010
Logo de 2010 à 2021
depuis 2021